# Adetus minimus
Adetus minimus är en skalbaggsart som beskrevs av Stefan von Breuning 1942. Adetus minimus ingår i släktet Adetus och familjen långhorningar. Inga underarter finns listade i Catalogue of Life.